# Långevatten (Älvsåkers socken, Halland)
Långevatten är en sjö i Kungsbacka kommun i Halland och ingår i Kungsbackaåns huvudavrinningsområde. Sjön är 14,2 meter djup, har en yta på 0,03 kvadratkilometer och befinner sig 65 meter över havet.